# Listă privind bonitatea unor state din Uniunea Europeană, din punctul de vedere al unor agenții de analiză a riscului

## Moody's
- Calificativul acordat  unei obligațiuni guvernamentale denominate în moneda locală, reflectă capacitatea și dorința unui guvern de a genera venituri în moneda locală pentru a plăti obligațiunile denominate în moneda locală la data scadentă.
- Calificativul acordat  unei obligațiuni guvernamentale denominate în valută, reflectă capacitatea și dorința unui guvern de a mobiliza valută pentru a plăti obligațiunile denominate în valută la data scadentă.

Pentru agenția Moody, o obligațiune este considerată având caracter investițional dacă are un calificativ de Baa3 sau mai mare.
| Țară           | *Calificativ monedă locală | Perspectivă | *Calificativ monedă locală | Perspectivă | Data       | Ref.                  |
| -------------- | -------------------------- | ----------- | -------------------------- | ----------- | ---------- | --------------------- |
| Austria        | Aaa                        | Negativă    | Aaa                        | Negativă    | 17-12-2012 |                       |
| Belgia         | Aa3                        | Negativă    | Aa3                        | Negativă    | 17-12-2012 |                       |
| Bulgaria       | Baa2                       | Stabilă     | Baa2                       | Stabilă     | 17-12-2012 |                       |
| Croația        | Baa3                       | Negativă    | Baa3                       | Negativă    | 17-12-2012 | membră din 01.06.2013 |
| Cipru          | B3                         | RUR         | B3                         | RUR         | 17-12-2012 |                       |
| Republica Cehă | A1                         | Stabilă     | A1                         | Stabilă     | 17-12-2012 |                       |
| Danemarca      | Aaa                        | Stabilă     | Aaa                        | Stabilă     | 17-12-2012 |                       |
| Estonia        | A1                         | Stabilă     | A1                         | Stabilă     | 17-12-2012 |                       |
| Finlanda       | Aaa                        | Stabilă     | Aaa                        | Stabilă     | 17-12-2012 |                       |
| Franța         | Aa1                        | Negativă    | Aa1                        | Negativă    | 17-12-2012 |                       |
| Germania       | Aaa                        | Negativă    | Aaa                        | Negativă    | 17-12-2012 |                       |
| Grecia         | C                          | -           | C                          | -           | 17-12-2012 |                       |
| Ungaria        | Ba1                        | Negativă    | Ba1                        | Negativă    | 17-12-2012 |                       |
| Irlanda        | Ba1                        | Negativă    | Ba1                        | Negativă    | 17-12-2012 |                       |
| Italia         | Baa2                       | Negativă    | Baa2                       | Negativă    | 17-12-2012 |                       |
| Letonia        | Baa3                       | Pozitivă    | Baa3                       | Pozitivă    | 17-12-2012 |                       |
| Lituania       | Baa1                       | Stabilă     | Baa1                       | Stabilă     | 17-12-2012 |                       |
| Luxemburg      | Aaa                        | Negativă    | Aaa                        | Negativă    | 17-12-2012 |                       |
| Malta          | A3                         | Negativă    | A3                         | Negativă    | 17-12-2012 |                       |
| Olanda         | Aaa                        | Negativă    | Aaa                        | Negativă    | 17-12-2012 |                       |
| Polonia        | A2                         | Stabilă     | A2                         | Stabilă     | 17-12-2012 |                       |
| Portugalia     | Ba3                        | Negativă    | Ba3                        | Negativă    | 17-12-2012 |                       |
| România        | Baa3                       | Negativă    | Baa3                       | Negativă    | 17-12-2012 |                       |
| Slovacia       | A2                         | Negativă    | A2                         | Negativă    | 17-12-2012 |                       |
| Slovenia       | Baa2                       | Negativă    | Baa2                       | Negativă    | 17-12-2012 |                       |
| Spania         | Baa3                       | Negativă    | Baa3                       | Negativă    | 17-12-2012 |                       |
| Suedia         | Aaa                        | Stabilă     | Aaa                        | Stabilă     | 17-12-2012 |                       |
| Regatul Unit   | Aaa                        | Negativă    | Aaa                        | Negativă    | 17-12-2012 |                       |